# Charley Stadler
Charley Stadler est un réalisateur et scénariste allemand.

## Filmographie
Scénariste
- 2004 : Dead Fish

Réalisateur
- 2004 : Dead Fish